# Kovalivka
Kovalivka  (ucraniano: Ковалівка) es una localidad del Raión de Odesa en el Óblast de Odesa de Ucrania. Según el censo de 2001, tiene una población de 233 habitantes.